# Corcelles-le-Jorat
Corcelles-le-Jorat es una comuna suiza situada en el cantón de Vaud, en el distrito de Broye-Vully. Tiene una población estimada, a fines de 2021, de 490 habitantes.
Limita al norte con la comuna de Hermenches, al este con Ropraz, al sur con Montpreveyres, y al oeste con Froideville y Jorat-Menthue.
La comuna hizo parte hasta el 31 de diciembre de 2007 del distrito de Oron, círculo de Mézières.